# Przygody księcia Ahmeda
Przygody księcia Ahmeda (niem. Die Abenteuer des Prinzen Achmed, ang. The Adventures of Prince Achmed) – niemiecki film animowany z 1926 roku, pierwszy długometrażowy animowany film w historii, który był wyświetlany w kinach. Powstał na motywach Baśni z tysiąca i jednej nocy i został zrealizowany techniką wycinankową.

## Wyróżnienia
| Rok wpisania | Stowarzyszenie Internetowych Krytyków Filmowych (Online Film Critics Society) | Miejsce     |
| ------------ | ----------------------------------------------------------------------------- | ----------- |
| 2003         | Lista 100 najlepszych animowanych filmów wszech czasów                        | 58. miejsce |